# Ofiary zabobonu
Ofiary zabobonu – polska powieść obyczajowa Franciszka Tuczyńskiego (1844-1890) osadzona w XVIII-wiecznym miasteczku Kiszkowo, opowiadająca o losach miejscowego zabobonu, czarownicach i sądzie kiszkowskim posiadającym wielowiekową tradycję.
Książka ukazała się w 1885 r. w Mikołowie, w wydawnictwie Karola Miarki, kolejne wydanie powieści miało miejsce w Kościanie w 1926 r. jako bezpłatny dodatek do „Gazety Polskiej”. Ostatnia edycja dzieła ukazała się w 2012 r. staraniem Gminy Kiszkowo.
Dla pisarza inspiracją do stworzenia powieści mógł być m.in. jeden z ostatnich procesów o czary w I Rzeczypospolitej, na podstawie którego dekretem sądu kiszkowskiego z 30 września 1761 r. spalono na stosie dziesięć niewinnych kobiet. Sąd kiszkowski również w 1717 r. o czary oskarżył niewinne kobiety – Jadwigę Jankowską i Jadwigę Potasznicką. Motywy sądu kiszkowskiego w swojej twórczości wykorzystał również Antoni Józef Szabrański (1802-1882), redaktor Biblioteki Warszawskiej.
Powieść Franciszka Tuczyńskiego wymierzona jest przeciwko zabobonowi, przez który często ginęli niewinni ludzie. Pisarz demaskuje społeczne zacofanie oraz brak upowszechniania wiedzy. Ofiary zabobonu są jedną z pierwszych polskich powieści analizujących zjawisko rzucania czarów i praktykowania magii w kontekście socjologii i psychologii. Franciszek Tuczyński, słynący ze skrupulatnych studiów historycznych i regionalnych studiów, oprócz staropolskiej obyczajowości zgromadził również dawne porzekadła i zażegnywania (rodzaj odpędzania uroków).
Głównymi bohaterami Ofiar zabobonu są Czarna Maryna, wykorzystująca naiwność innych „uzdrowicielka” oraz rodzina Bużalskich, która pada ofiarą jej intryg, przez co o mało nie dochodzi do samosądu i linczu w miasteczku. Powieść kończy się jednakże sprawiedliwym wyrokiem sądu kiszkowskiego, czego niestety nie można powiedzieć o prawdziwym wyroku z 1761 r.